# Monarch Beach
Pour les articles homonymes, voir Monarch (homonymie).
Monarch Beach est une communauté non incorporée du comté d'Orange en Californie.
Elle est située dans la banlieue de Dana Point, et est essentiellement de nature résidentielle. Deux hôtels de luxe sont situés dans la zone : le Waldorf Astoria Monarch Beach Resort & Club et le Ritz-Carlton Laguna Niguel. On y trouve également un terrain de golf.
Le nom "Monarch Beach" provient de la formation géologique "Monarch Bay", qui elle-même est nommé d'après les importantes populations de papillons monarque qu'on pouvait y trouver dans le passé, mais qui ont à présent largement disparu à la suite de l'urbanisation des zones naturelles, et se trouvent à présent sur la liste rouge de l'UICN des espèces en voie de disparition.